# Віхтюк Іван Васильович
Іва́н Васи́льович Віхтюк (4 грудня 1979 — 29 серпня 2015) — Капітан 72-ї окремої механізованої бригади Збройних сил України, учасник російсько-української війни.

## Життєпис
Народився 4 грудня 1979 року в селі Юрченки Летичівського району.
Навчався до 9 класу в Юрченківській школі, 10-11 класи закінчував у Летичівській школі №2. Закінчив Подільську державну аграрно-технічну академію (нині Подільський державний аграрно-технічний університет). За фахом – зоотехнік. Під час навчання здобув на військовій кафедрі звання офіцера запасу.
Трудову діяльність розпочав у селі Голосків Летичівського району, де працював зоотехніком. Там зустрів свою долю й одружився. Молодята жили у місті Хмельницькому. Іван працював на фірмі "Голосієво" менеджером з продажу товару.
У серпні 2014 року був призваний до лав Збройних сил України. Після навчання в місті Яворів Львівської області був направлений до Білоцерківської частини, а звідти майже одразу, направлений в зону АТО. Своїм рідним і дружині Іван не говорив, де знаходиться насправді. Дружина здогадалася про це, коли під час телефонної розмови було чути постріли. На її пряме питання: "Стріляє БТР чи танк?", чоловік відповів "Танк!".
Капітан, командир інженерно-саперного взводу 72-ї окремої механізованої бригади.
Помер 29 серпня 2015 року від осколкових поранень та сильних опіків, отриманих напередодні внаслідок обстрілу з танку біля села Гранітне (Волноваський район) Донецької області. Під час того обстрілу загинув прапорщик Віталій Олійник.
Залишилися дружина та двоє дітей, 10 річний син і 4-річна донька.
Похований в м. Хмельницький, кладовище Ракове, Алея Слави.

## Нагороди та вшанування
- 12 жовтня 2015 року встановлено меморіальну дошку на фасаді Летичівського НВК № 2[1].

- Указом Президента України № 9/2016 від 16 січня 2016 року, «за особисту мужність і високий професіоналізм, виявлені у захисті державного суверенітету та територіальної цілісності України, вірність військовій присязі», нагороджений орденом Богдана Хмельницького III ступеня (посмертно)[2][3].

- Рішенням п'ятої сесії Хмельницької міської ради № 1 від 16 березня 2016 року нагороджений Почесною відзнакою міської громади «Мужність і відвага» жителів міста Хмельницького (посмертно)[4].

- Рішенням дев'ятої сесії Хмельницької міської ради № 3 від 26 жовтня 2016 року присвоєно звання «Почесний громадянин міста Хмельницького»[5].